# Glen Osborne
Glen Osborne är en ort i Allegheny County i delstaten Pennsylvania, USA. Fram till 2008 hette orten Osborne.